# Monte Carlo-baletten
Monte Carlo-baletten (Les Ballets de Monte Carlo) är ett balettkompani i Monte Carlo grundat 1985 av prinsessan Caroline av Hannover. Det är Monacos officiella nationalkompani.